# Amphidelus puccinelliae
Amphidelus puccinelliae är en rundmaskart som beskrevs av Lorenzen 1966. Amphidelus puccinelliae ingår i släktet Amphidelus och familjen Alaimidae. Inga underarter finns listade i Catalogue of Life.